# Bob Naber
Robert E. "Bob" Naber (nacido el 3 de septiembre de 1929 en Covington, Kentucky y fallecido el 8 de febrero de 1998) fue un jugador de baloncesto estadounidense que disputó una temporada en la NBA. Con 1,91 metros de estatura, jugaba en la posición de alero.

## Trayectoria deportiva

### Universidad
Jugó durante tres temporadas con los Cardinals de la Universidad de Louisville, con los que promedió en sus dos últimas temporadas 9,3 y 7,8 puntos por partido, respectivamente.

### Profesional
Fichó en 1952 por los Indianapolis Olympians de la NBA, con los que disputó cuatro partidos, en los que promedió 0,3 puntos y 1,3 rebotes.

## Estadísticas de su carrera en la NBA

### Temporada regular
| Temporada | Edad | Equipo                 | Liga | Pos. | P | TIT | MIN | TC  | TCA | %TC  | 3P | 3PA | %3P | TL  | TLA | %TL  | R.OF. | R.DEF. | REB | ASIS | ROB | TAP | PER | FP  | PTS |
| 1952-53   | 23   | Indianapolis Olympians | NBA  |      | 4 |     | 2.8 | 0.0 | 1.0 | .000 |    |     |     | 0.3 | 0.5 | .500 |       |        | 1.3 | 0.3  |     |     |     | 1.5 | 0.3 |
| Total     |      |                        | NBA  |      | 4 |     | 2.8 | 0.0 | 1.0 | .000 |    |     |     | 0.3 | 0.5 | .500 |       |        | 1.3 | 0.3  |     |     |     | 1.5 | 0.3 |